# Vaterlands bro

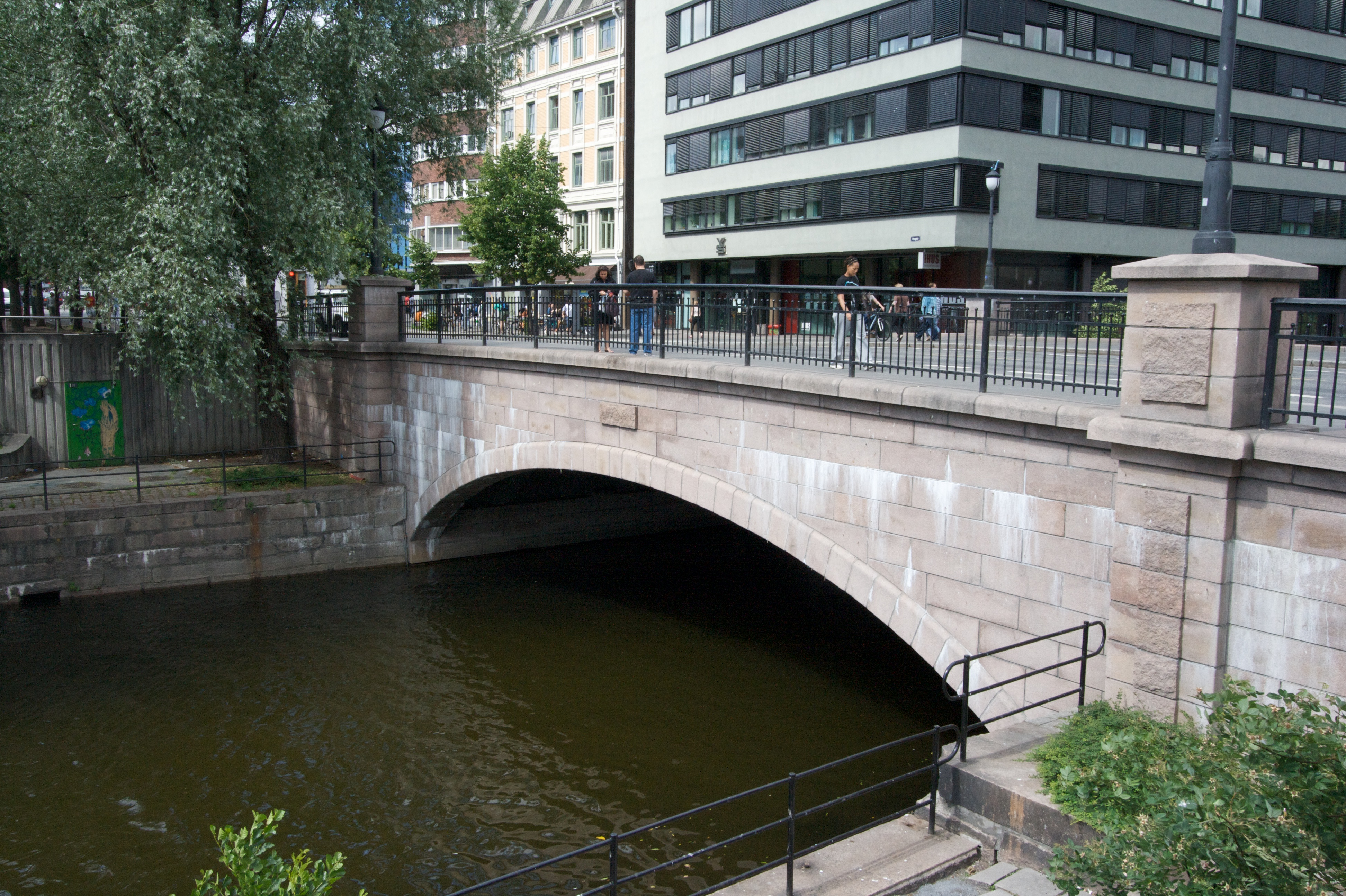
Vaterlands bro, 2010

Vaterlands bro (auch: Vaterlands bru; deutsch: Vaterlands-Brücke) ist eine Brücke über den Fluss Akerselva im Zentrum von Oslo. Die Brücke verbindet die Stadtteilgebiete Vaterland und Grønland.

## Lage
Die Brücke führt von der Osloer Verwaltungseinheit Sentrum im Westen in den östlich davon gelegenen Stadtteil Gamle Oslo. Die Brücke verbindet dabei die Straße Brugata im Sentrum gelegenen Gebiet Vaterland mit der Straße Grønland im gleichnamigen Stadtteilgebiet in Gamle Oslo. Etwas südlich der Brücke liegt der Bahnhof Oslo Sentralstasjon, etwas westlich das Stadion Oslo Spektrum.

## Geschichte
Die Vaterlands bro wurde im Jahr 1654 eröffnet. Zuvor gab es flussaufwärts bereits eine Brücke über die Akerselva. Die Brücke ist eine der ältesten Verbindungen, die über den Fluss führen. Im Jahr 1836 wurde die Brücke erneuert, später folgten Umbauten und ein Ausbau der Brücke. Die Brücke war bis 1827 und der Fertigstellung der Nybrua die einzige Verbindung zwischen Oslo (damals Christiania) und den östlichen Vororten. Sie wurde unter anderem von Bauern aus den umliegenden Gebieten genutzt, um zu den Märkten der Stadt zu gelangen.